# Bir El Djir
Bir El Djir (em árabe: بئر الجير) é uma comuna localizada na província de Orã, Argélia. De acordo com o censo de 2009, a população total da cidade era de 171 883 habitantes.